# 真栄 (札幌市)
真栄（しんえい）は、北海道札幌市清田区にある地名。他の区・市町村とは隣接していない。

## 住所
| 町丁                | 郵便番号 |
| ------------------- | -------- |
| 真栄1条1丁目～2丁目 | 004-0831 |
| 真栄2条1丁目～2丁目 | 004-0832 |
| 真栄3条2丁目        | 004-0833 |
| 真栄4条1丁目～5丁目 | 004-0834 |
| 真栄5条1丁目～5丁目 | 004-0835 |
| 真栄6条1丁目        | 004-0836 |
| 真栄○番地           | 004-0839 |

## 主要道路
- 羊ヶ丘通
- 厚別滝野公園通
- 清田真栄通
- 厚別中央通
- 国道36号

## 河川
- 厚別川
- 真栄川：真栄5条1丁目付近で厚別川に合流する
- 山部川：同上

## 主な施設・商業施設等
- とんでん清田店（真栄1-1）
- ツルハドラッグ真栄店（真栄3-2）
- 東光ストア真栄店（真栄4-2）
- DCM真栄店（真栄4-2）
- ハイテクヒル真栄（真栄363）
- スーパービバホーム清田羊ヶ丘通店（真栄52）
- 100満ボルト札幌清田店（真栄56）

## 教育
- 高等学校
  - 北海道札幌真栄高等学校（真栄236-1）
- 中高一貫校
  - 北嶺高等学校（真栄448-1）

札幌市立真栄小学校・札幌市立真栄中学校は住所上美しが丘にあるため、真栄に公立小・中学校はない。

## 交通機関
北海道中央バス
札幌都心（札幌駅、北海道中央バス札幌ターミナル）、福住駅（福住バスターミナル）、大谷地駅（大谷地バスターミナル）などと結ばれる。路線詳細は北海道中央バス平岡営業所、北海道中央バス大曲営業所、千歳線 (北海道中央バス)を参照。